# Friedrich Beyer (Politiker)
Friedrich Beyer (in amtlichen Dokumenten Friedrich Beyer II.) (* 27. September 1902 in Framersheim; † 8. April 1984 ebenda) war ein hessischer Politiker (NSDAP) und Abgeordneter des Landtags des Volksstaates Hessen in der Weimarer Republik.
Friedrich Beyer war der Sohn von Friedrich Beyer und dessen Frau Elisabetha geborene Baumann. Er heiratete am 9. Januar 1937 in Framersheim seine Frau Anna geborene Bittmann. Friedrich Beyer arbeitete als landwirtschaftlicher Arbeiter in Framersheim.
Von 1932 bis zu dessen Auflösung 1934 war Friedrich Beyer für die NSDAP Mitglied des hessischen Landtags, er war der Partei zum 15. Februar 1926 beigetreten (Mitgliedsnummer 30.266).